# المشوى (السبرة)

تعديل مصدري - تعديل

المشوى محلة تابعة لقرية اللجع، التابعة لعزلة زبيد بمديرية السبرة إحدى مديريات محافظة إب في الجمهورية اليمنية.، بلغ تعداد سكانها 279 حسب تعداد اليمن لعام 2004.